# 고쿠부 쇼타로

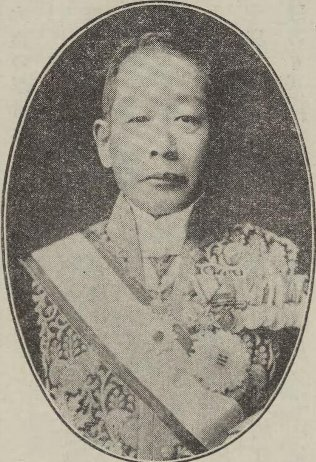
고쿠부 쇼타로

고쿠부 쇼타로(일본어: 国分象太郎)는 일본의 외교관이다. 조선총독부의 관료.
조선말 통역관에서 조선총독부 관료로 승진
1910년에 행해진 한일 병합 조약의 체결에 있어서는, 한국의 이완용 총리와 테라우치 통감과의 사전의 회담 통역을 맡았습니다.